# Gardenia erubescens
Espèce
Synonymes
- Gardenia triacantha var. parvilimbis F.N.Williams[1]

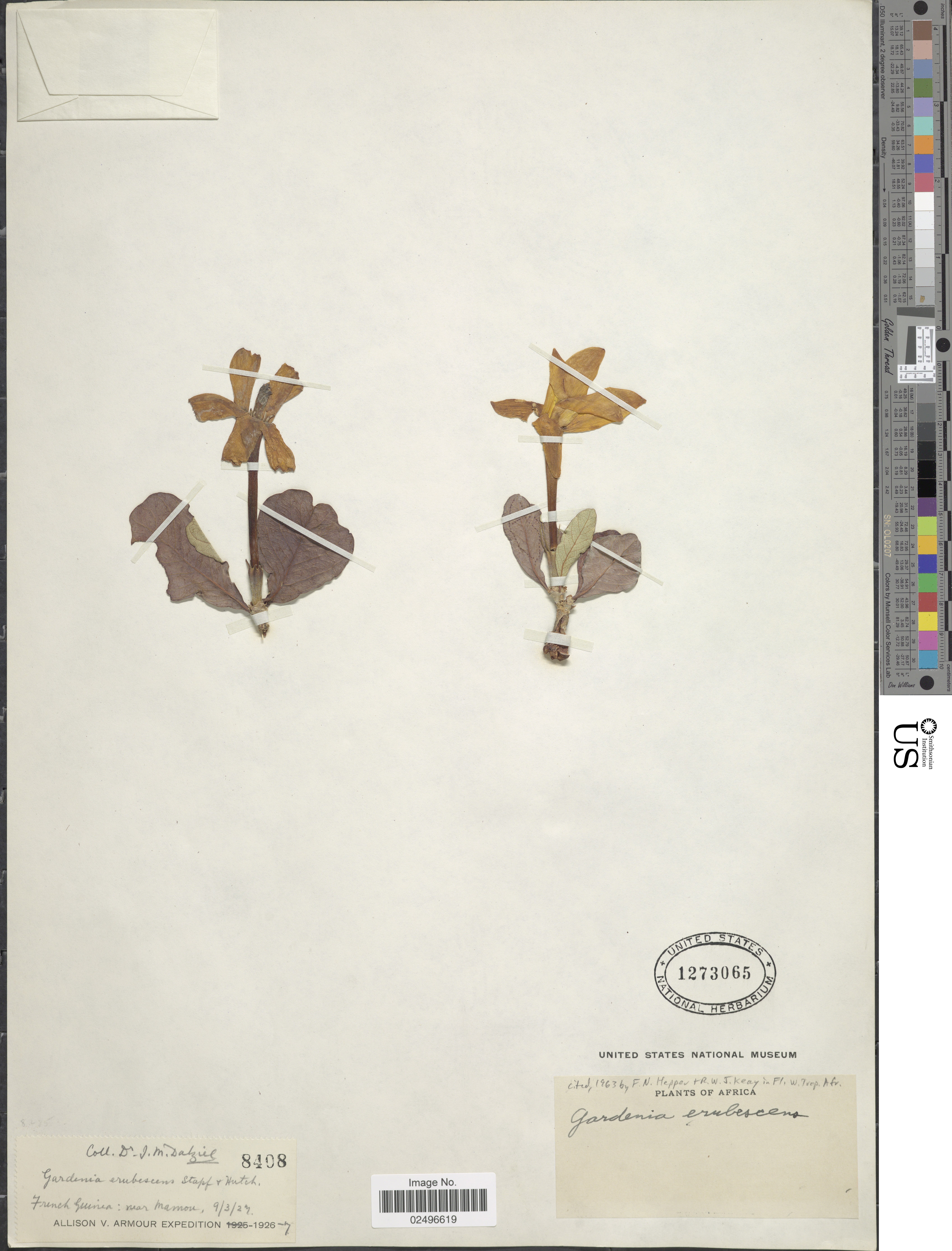
Spécimen récolté près de Mamou en Guinée.

Gardenia erubescens est une espèce de plantes de la famille des Rubiaceae et du genre Gardénia, présente en Afrique tropicale.